# Englebert Ier d'Enghien
 (février 2024).
La mise en forme du texte ne suit pas les recommandations de Wikipédia : il faut le « wikifier ».
Les points d'amélioration suivants sont les cas les plus fréquents :
- Les titres sont pré-formatés par le logiciel. Ils ne sont ni en capitales, ni en gras.
- Le texte ne doit pas être écrit en capitales (les noms de famille non plus), ni en gras, ni en italique, ni en « petit »…
- Le gras n'est utilisé que pour surligner le titre de l'article dans l'introduction, une seule fois.
- L'italique est rarement utilisé : mots en langue étrangère, titres d'œuvres, noms de bateaux, etc.
- Les citations ne sont pas en italique mais en corps de texte normal. Elles sont entourées par des guillemets français : « et ».
- Les listes à puces sont à éviter, des paragraphes rédigés étant largement préférés. Les tableaux sont à réserver à la présentation de données structurées (résultats, etc.).
- Les appels de note de bas de page (petits chiffres en exposant, introduits par l'outil «  Source ») sont à placer entre la fin de phrase et le point final[comme ça].
- Les liens internes (vers d'autres articles de Wikipédia) sont à choisir avec parcimonie. Créez des liens vers des articles approfondissant le sujet. Les termes génériques sans rapport avec le sujet sont à éviter, ainsi que les répétitions de liens vers un même terme.
- Les liens externes sont à placer uniquement dans une section « Liens externes », à la fin de l'article. Ces liens sont à choisir avec parcimonie suivant les règles définies. Si un lien sert de source à l'article, son insertion dans le texte est à faire par les notes de bas de page.
- La présentation des références doit suivre les conventions bibliographiques. Il est recommandé d'utiliser les modèles {{Ouvrage}}, {{Chapitre}}, {{Article}}, {{Lien web}} et/ou {{Bibliographie}}. Le mode d'édition visuel peut mettre en forme automatiquement les références.
- Insérer une infobox (cadre d'informations à droite) n'est pas obligatoire pour parachever la mise en page.

Pour une aide détaillée, merci de consulter Aide:Wikification.
Si vous pensez que ces points ont été résolus, vous pouvez retirer ce bandeau et améliorer la mise en forme d'un autre article.
Premier seigneur d'Enghien connu, Englebert Ier d'Enghien est mentionné à la fin du XIe siècle. En implantant sa motte castrale sur le territoire d'Enghien, il prit le nom de cette terre qu'il transmit ensuite à sa descendance.  Il est la souche d'un puissant lignage féodal qui jouera un rôle important au Moyen Age dans l'histoire des principautés de Flandre, de Brabant et de Hainaut.  

## Biographie
Englebert I d'Enghien est connu par une unique mention en 1092 dans une charte par laquelle l'évêque de Cambrai libère l'autel Saint-Pierre dans l'église de Soignies,.
Les auteurs anciens (A. Miraeus-J.F. Foppens, C. Stroobant, F.V. Goethals) en font sans preuve un fils d'Eustache ou d'Otton, des auteurs plus récents (E. Matthieu, R. Goffin) d'Anselme d'Enghien qui aurait participé à la Première Croisade. Cet Anselme d'Enghien est un personnage légendaire apparu dans un roman de chevalerie de la fin du Moyen Age.     
Ernest Matthieu fait d'Englebert I d'Enghien un compagnon de Baudouin IV, comte de Hainaut (1120-1171), affirmation que reprendra René Goffin,. Mais c'est chronologiquement impossible. Michel de Waha affirme d'ailleurs que les Enghien ne furent jamais cités parmi les comilitiones des comtes Baudouin IV et Baudouin V de Hainaut. Et de son côté, Léopold Génicot ne cite pas non plus les Enghien parmi les comilitiones du comte de Hainaut.
Englebert I était sans doute un seigneur allodial issu d'une famille de la haute aristocratie du XIe siècle implantée dans l'ancien Pagus de Brabant qui, en établissant sa motte dans le Bois du Strihoux (paroisse de Hoves, mais écart d'Enghien), prit le nom d'Enghien qu'il transmis ensuite à ses descendants.
Englebert I d'Enghien n'est cité qu'en 1092. Ensuite, il faut attendre 1117 avec Boniface, et 1121 avec Hugues, pour que d'autres Enghien soient mentionnés dans les textes, soit une génération plus tard. Il est possible qu'Englebert I ait participé à la Première Croisade, comme tant d'autres seigneurs de son époque, et n'en soit jamais revenu, laissant derrière lui de jeunes enfants qui ne seront cités que des années plus tard, une fois arrivés à l'âge adulte.

## Mariage et enfants
Son alliance matrimoniale n'est pas connue. Il fut peut-être le père de : 
- Boniface d'Enghien, cité en 1117. Boniface pourrait tout aussi bien être le frère d'Englebert I d'Enghien plutôt que son fils; et il pourrait aussi être le père d'Hugues plutôt que son frère, aucun lien de parenté entre ces personnages n'étant spécifié dans les sources. Il est possible qu'il ait été seigneur d'Enghien avant Hugues et qu'il exerçait encore ce pouvoir en 1117[12].
- Hugues d'Enghien, seigneur d'Enghien de ... 1121 à environ 1165.
- Gossuin Hennerus, frère d'Hugues seigneur d'Enghien, cité de 1122 à 1161.